# Xenoleini
Xenoleinii – plemię chrząszczy z rodziny kózkowatych i z podrodziny zgrzypikowych. 

## Zasięg występowania
Przedstawiciele tego plemienia występują w Japonii, Chinach, Indiach, Azji Płd.-Wsch. oraz na Nowej Gwinei.

## Systematyka
Do Xenoleini należy 11 gatunków i 3 rodzaje:
- Hirtaeschopalaea
- Paraxenolea
- Xenolea